# Haploidoceros
|  | Dieser Artikel wurde aufgrund von formalen oder inhaltlichen Mängeln in der Qualitätssicherung Biologie im Abschnitt „Paläontologie“ zur Verbesserung eingetragen. Dies geschieht, um die Qualität der Biologie-Artikel auf ein akzeptables Niveau zu bringen. Bitte hilf mit, diesen Artikel zu verbessern! Artikel, die nicht signifikant verbessert werden, können gegebenenfalls gelöscht werden. Lies dazu auch die näheren Informationen in den Mindestanforderungen an Biologie-Artikel. Begründung: Vollprogramm |

Haploidoceros ist eine ausgestorbene Gattung der Hirsche. Die einzige Art der monotypischen Gattung ist Haploidoceros mediterraneus aus dem Pleistozän Südwesteuropas.
Die Typusart wurde 1967 von Marie-Françoise Bonifay als Euctenoceros mediterraneus erstmals beschrieben und 2008 in eine eigene Gattung Haploidoceros überführt. Sie wurde an drei Stellen auf der Iberischen Halbinsel (Cova del Rinoceront, Preresa und Gruta da Aroeira) und an zwei Orten in Südfrankreich (Lunel-Viel, Igue des Rameaux) nachgewiesen. In der Höhle Cova del Rinoceront in Katalonien wurden 2013 21 Individuen der Art aus der Zeit zwischen etwa 75 und 130 ka erkannt. Es ist der Ort mit der größten Anzahl an Exemplaren dieser Gattung.